# Миасский уезд
Миасский уезд — административная единица Челябинской губернии РСФСР, существовавшая в 1919—1923 годах.

## История
Постановлением Челябинского горуездного исполкома от 14 декабря 1919 года был образован Миасский уезд , и с этого времени Миасс получил статус города. Утверждено Декретом Всероссийского Центрального Исполнительного Комитета "Об утверждении Куртамышского и Миасского уездов Челябинской губернии".
По решению III сессии Челябинского губисполкома IV созыва 13-15 ноября 1922 года Миасский уезд был ликвидирован.

## Административное деление
В январе 1920 г. был утвержден состав уездов Челябинской губернии: в состав Миасского уезда входили Кирябинская, Тургоякская волости, Варламовская, Верхне-Карасинская, 2-я Ключевская, Кумлякская, Кундравинская, Соколовская, Сыростанская, Травниковская, Уйская, Филимоновская, Чебаркульская станицы;